# Migrena przedsionkowa
Migrena przedsionkowa, zawroty głowy zależne od migreny, migrenozależna przedsionkopatia, migrenowe zawroty głowy – rozpoznanie z grupy zespołów epizodycznych.
Rozpoznanie to bywa zaliczane do zespołów epizodycznych, określanych wcześniej mianem dziecięcych zespołów okresowych, stanowiących ekwiwalent migreny (choć nie zawsze jest wśród nich wymieniane), wraz z kolkami niemowlęcymi, łagodnym napadowym kręczem szyi, łagodnymi napadowymi zawrotami głowy czy zespołem cyklicznych wymiotów. W Międzynarodowej Klasyfikacji Bólów Głowy figuruje jako A 1.6.6.
Migrena przedsionkowa obserwowana jest u pacjentów w różnym wieku, częściej u kobiet, u których występuje 5 razy częściej, niż u mężczyzn. Występuje rodzinnie.
Najpierw dany pacjent podaje objawy migreny, do których potem, niekiedy po kilku latach, dołączają się zawroty głowy pochodzenia układowego z nudnościami, wymiotami, zaburzeniami równowagi, a zdarza się, że i również z oczopląsem. Ponadto w rozpoznaniu tym opisuje się cztery charakterystyczne cechy bólu głowy, z których powinien on spełniać przynajmniej dwie: boli tylko jedna strona głowy, ból ma charakter pulsujący, nasilony w stopniu umiarkowanym bądź ciężkim, jeszcze gorszy w razie podejmowania wysiłku fizycznego. Co więcej, objawom tym winna towarzyszyć fotofobia, fonofobia czy też aura wzrokowa. Epizod może trwać od godzin do dni. Kryteria Międzynarodowej Klasyfikacji Bólów Głowy podają od 5 minut do 72 godzin. Aby postawić rozpoznanie migreny przedsionkowej, nie wystarczy jednak jedynie stwierdzić powyższych objawów. Należy także wykluczyć inne rozpoznania. Diagnostyka różnicowa przebiega jak w przypadku łagodnych napadowych zawrotów głowy, w różnicowaniu których uwzględnia się napadową ataksję, migrenę, padaczkę, guzy nerwu przedsionkowo-ślimakowego bądź kąta móżdżkowo-mostowego, infekcje, urazy głowy, łagodne ułożeniowe zawroty głowy, chorobę Meniere’a, wodniaka endolimfatycznego i zapalenie nerwu przedsionkowego. W diagnostyce uwzględnia się EEG, MR, CT, badanie audiometrii i otoemisji akustycznej, próby błędnikowe i badania laboratoryjne.